# Laqueuille
Laqueuille är en kommun i departementet Puy-de-Dôme i regionen Auvergne-Rhône-Alpes i centrala Frankrike. Kommunen ligger i kantonen Rochefort-Montagne som tillhör arrondissementet Clermont-Ferrand. År 2022 hade Laqueuille 351 invånare.

## Befolkningsutveckling
Antalet invånare i kommunen Laqueuille
| Referens: INSEE |